# Gerónimo Heredia
Gerónimo Heredia (Villa María, Argentina; 9 de febrero de 2005) es un futbolista argentino. Juega como mediocampista o defensor lateral en el Club Atlético Belgrano de la Primera División de Argentina.

## Trayectoria

### Inicios
Comenzó a jugar en baby e Inferiores de Alumni.

### Belgrano
Luego de su paso por Alumni continuó su carrera en las inferiores de Belgrano, dónde firmó su primer contrato profesional en febrero de 2024.

## Clubes
| Club     | País      | Período   | PJ | Anotado |
| -------- | --------- | --------- | -- | ------- |
| Belgrano | Argentina | 2023-act. | 14 | 1       |

## Selección nacional
En mayo de 2024 fue convocado por primera vez por Javier Mascherano a la Selección de fútbol sub-20 de Argentina, para disputar un amistoso internacional.